# Коба Олена Вікторівна
Олена Вікторівна Коба (20 січня 1956, Київ) — українська вчена, кібернетик, доктор фізико-математичних наук, доцент, лауреат Державної премії України в галузі науки і техніки.

## Життєпис
У 1978 році закінчила факультет кібернетики Київського державного університету імені Т. Г. Шевченка за спеціальністю прикладна математика. Відразу після закінчення університету почала працювати в Інституті кібернетики АН УРСР на посаді молодшого наукового співробітника. У 1989 році почалала працювати в Національному авіаційному університеті (НАУ). З 1999 року — на посаді доцента кафедри комп'ютеризованих систем управління. В НАУ пропрацювала до 2006 року, після чого повернулась до Інституту кібернетики імені В. М. Глушкова НАН України. З того часу працює на посаді провідного наукового співробітника відділу математичних методів теорії надійності складних систем № 125.
У 1994 році здобула науковий ступінь кандидата фізико-математичних наук, захистивши дисертацію «Аналітичні і статистичні моделі систем обслуговування потоків множинних заявок», спеціальність «Управління в технічних системах». Науковий ступінь доктора фізико-математичних наук отримала у 2005 році, захистивши дисертацію на тему «Дослідження систем обслуговування з поверненням заявок при неекспоненціальному розподілі часу перебування на орбіті», спеціальність «Математичне моделювання та обчислювальні методи».

## Наукова діяльність
Галузі наукових інтересів: теорія систем масового обслуговування, їх моделювання та застосування.

## Нагороди

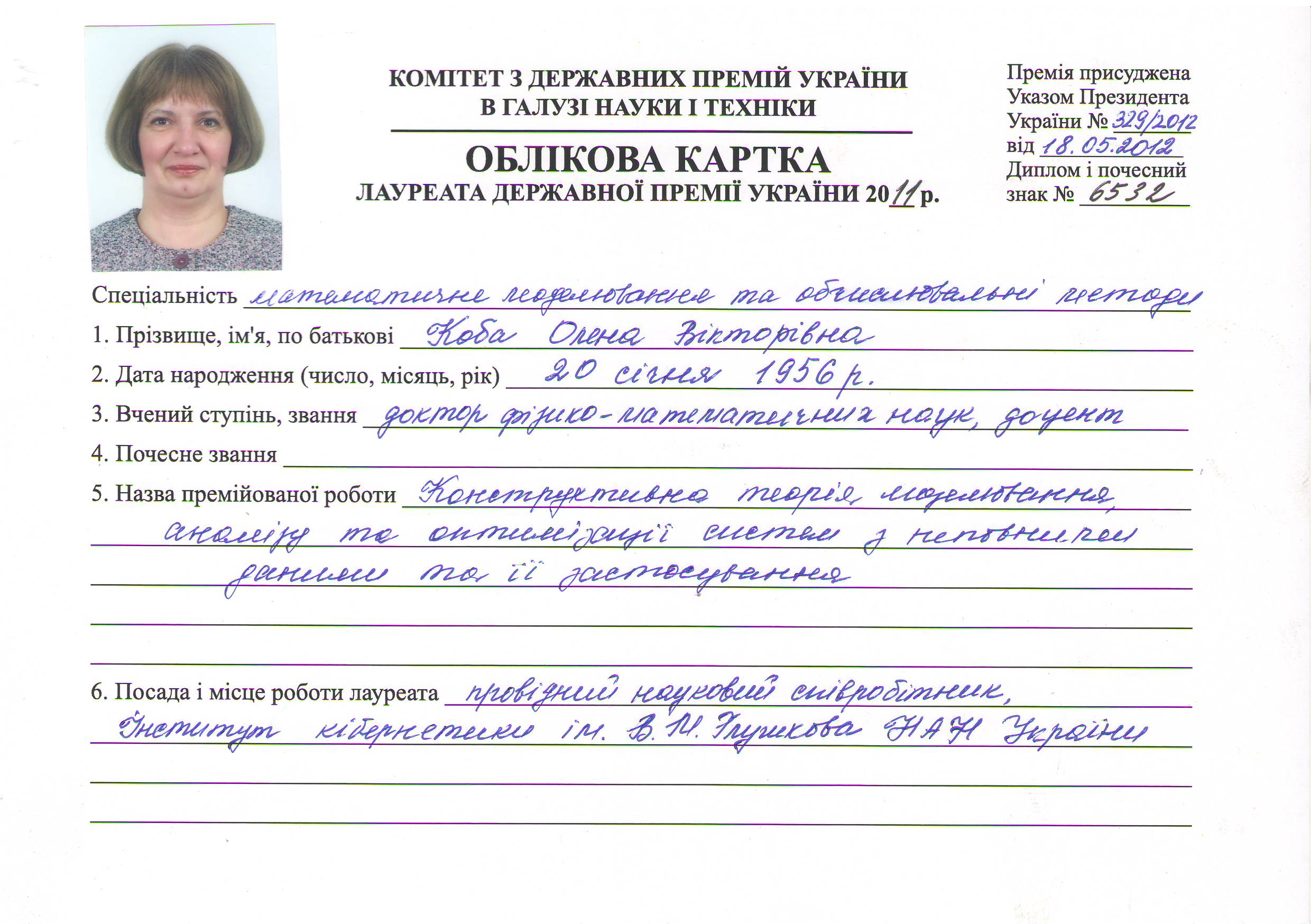
Облікова картка Лауреата Державної премії України Коби Олени Вікторівни

- Державна премія УРСР в галузі науки і техніки (2011) — за цикл наукових праць «Конструктивна теорія моделювання, аналізу та оптимізації систем з неповними даними та її застосування» (спільно з Закусилом Олегом Калениковичем, Гаращенком Федором Георгійовичем, Наконечним Олександром Григоровичем, Черняком Олександром Івановичем, Стояном Володимиром Антоновичем, Хімічем Олександром Миколайовичем, Кириченком Миколою Федоровичем, Зайченком Юрієм Петровичем і Качинським Анатолієм Броніславовичем)[1].

## Основні праці
- On a GI/G/1 retrial queueing system with a FIFO queueing discipline // Theory of Stochastic Processes. 2002. Vol. 24, № 8 (англ.)
- Исследование эргодичности систем обслуживания с возвращением заявок методом статистического моделирования // ПУИ. 2004. № 6 (рос.)
- Условия устойчивости некоторых типовых систем обслуживания с возвращениемзаявок — Кибернетика и системный анализ.– 2005. — № 1. (рос.)
- Аналітична модель функціонування CALL-центру // Доп. НАНУ. 2007. № 2 (у співавторстві)
- Умова ергодичності для систем з повторенням викликів при негратчастому розподілі циклу на орбіті // Доп. НАНУ. 2008. № 8 (у співавторстві)